# Aerokuzbass
Aerokoezbass (Russisch: Аэрокузбасс) is een Russische luchtvaartmaatschappij met haar thuisbasis in Novokoeznetsk (binnen het Koezbassgebied). Zij voert passagiers- en vracht-chartervluchten uit binnen Rusland.

## Geschiedenis
Aerokoezbass is opgericht in 1952 onder de naam Aerokoeznetsk (Russisch: Аэрокузнецк) als opvolger van Aeroflots Novokuznetsk divisie. Vanaf 1999 wordt de huidige naam Aerokoezbass gevoerd.

## Code-informatie
- IATA-code :
- ICAO-code : NKZ
- roepletter : Novokuznetsk

## Vloot
De vloot van Aerokuzbass bestaat uit: (okt.2006)
- 2 Tupolev TU-154B-2
- 3 Tupolev TU-154M